# Foster Bugt
Foster Bugt är ett sund i Grönland (Kungariket Danmark). Det ligger i den östra delen av Grönland, 1 600 km nordost om huvudstaden Nuuk.